# ヨルグ・ロスコフ
ヨルグ・ロスコフ（Jörg Roßkopf 1969年5月22日 - ）は、ドイツ・ヘッセン州ディーブルク出身の元卓球選手、指導者。1989年世界選手権男子ダブルス優勝、1992年バルセロナオリンピック男子ダブルス銀メダリスト。現卓球男子ドイツ代表監督。

## 略歴
1989年の世界選手権ドルトムント大会でシュテファン・フェッツナーと共に男子ダブルスで優勝する。決勝戦の前に、当時のクラブコーチに「ロッシーたちがすごいことになっているから来てくれ」と電話をかけて呼び出し、コーチの目の前で世界チャンピオンをつかみ取った。
1992年のヨーロッパ選手権ではシングルスで優勝。その年のバルセロナオリンピックでもフェッツナーとのダブルスで銀メダルを獲得した。
アトランタオリンピックでは、男子シングルスの3位決定戦で勢いのあったチェコのピーター・コルベルを破り、銅メダルを獲得した。
1986年からドイツブンデスリーガの1部リーグの名門ボルシア・デュッセルドルフに所属。デュッセルドルフの顔として2000年まで在籍した。晩年のチームメイトにはブラディミル・サムソノフや日本の松下浩二がいた。2000年から故郷に近いゲナンに移籍。ティモ・ボルや田崎俊雄のチームメイトになり、田崎ともダブルスでプレーした。現在はユーリッヒに所属し、チームメイトに日本の高木和卓がいる。
ストイックに卓球に打ち込む姿勢から、ミスター・プロフェッショナルと呼ばれている。

## プレースタイル
前・中陣で鋭い両ハンドドライブを放ち、相手の攻撃に対してもカウンタードライブで応戦していく。時折放つ豪快なバックハンドドライブは強烈な印象を残す。

## 主な戦績
- オリンピック
  - 1992年 バルセロナオリンピック 男子シングルス ベスト8、男子ダブルス銀メダル（シュテファン・フェッツナーと）
  - 1996年 アトランタオリンピック 男子シングルス銅メダル
  - 2000年 シドニーオリンピック 男子シングルス ベスト8

- 世界卓球選手権
  - 1989年 第40回ドルトムント大会 男子ダブルス優勝（シュテファン・フェッツナーと）
  - 1993年 第42回イェーテボリ大会 男子団体3位
  - 1997年 第44回マンチェスター大会 男子団体3位
  - 2004年 第47回団体戦ドーハ大会 男子団体準優勝
  - 2006年 第48回団体戦ブレーメン大会 男子団体3位

- 男子ワールドカップ
  - 1995年 ニーム大会 準優勝
  - 1998年 汕頭大会 優勝
  - 2001年 クールマイヨール大会 3位

- ヨーロッパ卓球選手権
  - 1988年 パリ大会 男子シングルス ベスト4
  - 1990年 イェーテボリ大会 男子シングルス ベスト4、男子ダブルス準優勝（シュテファン・フェッツナーと）、男子団体準優勝
  - 1992年 シュトゥットガルト大会 男子シングルス優勝
  - 1994年 バーミンガム大会 男子シングルス ベスト8、男子ダブルス ベスト4（シュテファン・フェッツナーと）
  - 1996年 ブラチスラヴァ大会 男子シングルス ベスト8、男子ダブルス ベスト4（シュテファン・フェッツナーと）
  - 1998年 アイントホーフェン大会 男子ダブルス優勝（ブラディミル・サムソノフと）
  - 2000年 ブレーメン大会 男子団体準優勝
  - 2003年 クールマイヨール大会 男子シングルス ベスト4、男子団体準優勝
  - 2007年 ベオグラード大会 男子団体優勝

- ヨーロッパユース卓球選手権
  - 1984年 リンツ大会 ジュニアの部  男子ダブルス準優勝
  - 1986年 Louvin La Neuve大会 ジュニアの部 男子ダブルス優勝

- ヨーロッパトップ12
  - 1992年 ウィーン大会 準優勝
  - 1993年 コペンハーゲン大会 ベスト4
  - 2000年 アラッシオ大会 ベスト4